# 普朗克 (加来海峡省)
普朗克（法語：Planques，法語發音：[plɑ̃k]）是法国加来海峡省的一个市镇，属于蒙特勒伊区。

## 地理
普朗克（50°27'45"N, 2°4'54"E）面积6.18 平方千米，位于法国上法蘭西大區加来海峡省，该省份为法国北部沿海省份，西北濒北海，南至索姆省，东临北部省。
与普朗克接壤的市镇（或旧市镇、城区）包括：克雷基、阿翁当斯、阿赞库尔、弗雷桑、吕索维尔、桑莱弗雷桑。
普朗克的时区为UTC+01:00、UTC+02:00（夏令时）。

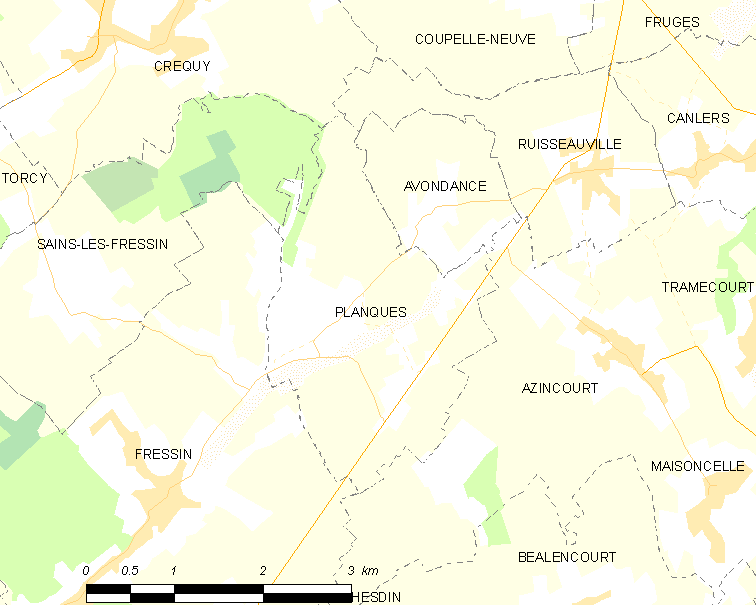
普朗克的OSM定位图

## 行政
普朗克的邮政编码为62310，INSEE市镇编码为62659。

## 政治
普朗克所属的省级选区为弗吕日县。

## 人口

1962-2008年间普朗克人口变化图示

普朗克于2022年1月1日时的人口数量为104人。